# Terebripora parasitica
Terebripora parasitica är en mossdjursart som beskrevs av Winston och Hayward 1994. Terebripora parasitica ingår i släktet Terebripora och familjen Terebriporidae. Inga underarter finns listade i Catalogue of Life.